# Шилово (Калужская область)
Ши́лово — деревня в Боровском районе Калужской области, входит в состав муниципального образования Сельское поселение «Село Ворсино». Стоит на реке Иклинка. Находится в 10 км от центра сельского поселения — Ворсино. В селе сохранились фрагменты парка помещичьей усадьбы.

## История
- 1685 год — Разрядный приказ выдаёт послушную грамоту подьячему Семёну Филатову Домашневу на то, что[3][4]

что ему продала (теща его) старица Елена Денисовна Кондырева …. вотчину в Боровском уезде в Суходольском стане — часть деревни Шиловой да пустошь Шипилово … да родственные свои пустоши, оставшиеся после брата её Ивана Гавриловича Кондырева, в Боровском уезде, Вепрейском стане — Горки, Дяхтярева, 1/2 пустоши Кременевой на речке на Яблоньке, Инюхино, пустошь Станки на месте боярского двора на Прудище
- 1726 год — вотчинником сельца Шипилово Суходольского стана Боровского уезда является Федор Иванович Беклемишев[5], затем его сын[2]
- 1859 год — В «Списке населённых мест Калужской губернии» Шипилово — владельческое сельцо 1-го стана Боровского уезда Калужской губернии при реки Иклинке, в сельце 11 дворов, 124 крестьянина. Стоит по левую сторону Московско-Варшавского шоссе[6].
- 1805—1875 годы — владельцами являются помещики Каменские[2].

Во время Великой Отечественной войны была захвачена и практически полностью уничтожена немецкими войсками. 27 декабря 1941 года к освобождению Шилово приступили 50 бойцов 1288-го стрелковый полка 113-й стрелковой дивизии, но были остановлен сильным автоматным и пулемётным огнём противника.

## Население
| 2002 | 2010 |
| ---- | ---- |
| 15   | ↘12  |

В 1914 году население составляло 101 человек.
К 2000 году население продолжало падать, сейчас постоянно в деревне проживают около 10 человек.